# Ryu Han-su
Ryu Han-su (1 de febrero de 1988) es un luchador surcoreano de lucha grecorromana. Consiguió una medalla de oro en el Campeonato Mundial de 2013 y de plata en 2015. Ganó la medalla de oro en los Juegos Asiáticos de 2014. Campeón asiático del año 2015. Representó a su país en la Copa del Mundo en el 2014 clasificándose en el sexto lugar.